# Timóteo (tirano de Heracleia Pôntica)
Timóteo foi um tirano da Heracleia Pôntica, filho de Clearco I.
Clearco I foi assassinado quando assistia a um festival de Dionísio. Isto ocorreu durante o reinado de Artaxerxes na Pérsia. Seu sucessor foi seu irmão Sátiro.
Sátiro tornou-se guardião dos seus dois sobrinhos, Timóteo e Dionísio, filhos de Clearco I. Sátiro tinha uma grande afeição por seu irmão, e procurou deixar a cidade segura para seus sobrinhos, ao ponto de, mesmo sendo casado, procurou de todas as formas não ter filhos, para que não houvesse rivais para os seus sobrinhos.
Ao envelhecer, Sátiro dividiu o poder com seu sobrinho mais velho, Timóteo. Sátiro morreu quando Arquídamo era rei de Esparta.
Timóteo governou por quinze anos, sendo sucedido, no 3o ano da 110a olimpíada, por seu irmão Dionísio.